# Iroduku: Die Welt in allen Farben
Iroduku: Die Welt in allen Farben (japanisch 色づく世界の明日から Irozuku Sekai no Ashita kara) ist eine japanische Animeserie mit 13 Episoden des Studios P.A. Works. Sie wurde in Japan vom 6. Oktober bis 29. Dezember 2018 im JNN-Anime-Sendeblock ausgestrahlt.

## Handlung
Die 17-jährige Hitomi Tsukishiro ist ein Mädchen aus einer Familie, die mit magischen Fähigkeiten ausgestattet ist. Doch bereits im jungen Alter erlebt sie einen schweren Schicksalsschlag und kann fortan keine Farben mehr sehen. Im Jahre 2078 reist sie mittels der Zeitmagie ihrer Großmutter Kohaku Tsukishiro durch die Zeit zurück in das Nagasaki des Jahres 2018. Dort trifft sie auf die nunmehr ebenfalls 17-jährige Kohaku und ihre Freunde und für Hitomi beginnt ein ganz neues Leben.

## Charaktere
Hitomi Tsukishiro (japanisch 月白 瞳美 （つきしろ ひとみ）, Tsukishiro Hitomi)
Ein Mädchen, das aus einer Magierfamilie stammt. Obwohl sie selbst eine Magierin ist, hasst sie Magie. Mit zunehmendem Alter verlor sie ihren Sinn für Farben und die „Menschen um sie herum“. Sie wird von ihrer Großmutter Kohaku 60 Jahre in die Vergangenheit zurückversetzt. Dort lernt sie die junge Kohaku kennen und findet neue Freunde. Sie entwickelt Gefühle für Yuito und lernt die Bedeutung von Liebe kennen. Sie ist im zweiten Jahr der Oberschule.
Kohaku Tsukishiro (japanisch 月白 琥珀 （つきしろ こはく）, Tsukishiro Kohaku)
Kohaku ist Hitomis Großmutter, die Hitomi mit Magie in der Zeit zurück zu ihrem 17-jährigen Ich schickt. Kohaku experimentiert in der Schule oft mit ihrer Magie und ruft bei ihren Klassenkameraden Angst vor Magie hervor. Als Hitomi in der Vergangenheit ankommt, ist Kohaku zunächst im Ausland und tritt nach ihrer Rückkehr dem Magie-Fotografie-Kunstclub bei. Sie arbeitet sehr hart daran, die Zeitmagie zu perfektionieren, um Hitomi in ihre Zeit zurückzuschicken. Sie findet ihr Glück, indem sie Magie anwendet, die Menschen glücklich macht. Sie ist im zweiten Jahr der Oberschule.
Yuito Aoi (japanisch 葵 唯翔 （あおい ゆいと）, Aoi Yuito)
Ein Mitglied des Magie-Fotografie-Kunstclubs, dessen Hobby das Zeichnen ist. Aus irgendeinem Grund kann Hitomi die Farben in seinen Zeichnungen erkennen. Er ist introvertiert und findet sich Hitomi ähnlich. Er verliebt sich schließlich in sie und hilft ihr, in ihre Zeit zurückzukehren. Nachdem Hitomi in die Zukunft zurückgekehrt ist, schreibt und illustriert er schließlich das Bilderbuch, das Hitomi als Kind gelesen hat. Er ist im dritten Jahr der Oberschule.
Asagi Kazano (japanisch 風野 あさぎ （かざの あさぎ）, Kazano Asagi)
Ein Mitglied des Magie-Fotografie-Kunstclubs, das gerne Fotos von Kaninchen macht. Sie ist in ihren Freund aus Kindertagen, Sho, verliebt. Sie ist im zweiten Jahr der Oberschule.
Kurumi Kawai (japanisch 川合 胡桃 （かわい くるみ）, Kawai Kurumi)
Vizepräsidentin des Magie-Fotografie-Kunstclubs. Sie bemerkt als erste, wie Hitomi aus Yuitos Zimmer schlüpft, und macht ein Video davon. Sie beharrt darauf, dass Hitomi eine Beziehung mit ihm hat oder er sich ihr möglicherweise aufdrängen wollte. Sie war auch für das Hochladen des Videos in die sozialen Medien verantwortlich. Sie ist ein lebenslustiges, fröhliches Mädchen. Sie bewundert ihre ältere Schwester Ichika am meisten und möchte so sein wie sie. Sie ist im dritten Jahr der Oberschule.
Sho Yamabuki (japanisch 山吹 将 （やまぶき しょう）, Yamabuki Sho)
Präsident des Magie-Fotografie-Kunstclubs. Er hat den Schwerpunkt Schwarzweißfotos zu machen. Er war der Erste, der auf Hitomi zukam und nach ihr sah, als ihm auffiel, dass Hitomi verloren und fehl am Platz wirkte. Die hohe Wertschätzung, die er Hitomi entgegenbringt, macht Asagi eifersüchtig. Er gesteht Hitomi schließlich seine Liebe, wird aber abgewiesen. Er jobbt im Fotostudio von Asagis Familie und ist im dritten Jahr der Oberschule.
Chigusa Fukasawa (japanisch 深澤 千草 （ふかざわ ちぐさ）, Fukazawa Chigusa)
Jüngstes Mitglied des Magie-Fotografie-Kunstclubs. Er ist sehr freundlich, zankt sich aber oft mit Kurumi. Er ist im ersten Jahr der Oberschule.
Ruri Tsukishiro (japanisch 月白 瑠璃 （つきしろ るり）, Tsukishiro Ruri)
Kohakus Mutter und Hitomis Urgroßmutter. Sie akzeptiert Hitomi wie ihre Tochter. Jedes Mal, wenn Kohaku in der Schule ihre Magie entfesselt, geht sie zur Schule, um sich zu entschuldigen.
Yuzuha Tsukishiro (japanisch 月白 柚葉 （つきしろ ゆずは）, Tsukishiro Yuzuha)
Kohakus Großmutter und Hitomis Ururgroßmutter.
Haruka Aoi (japanisch 葵 遙 （あおい はるか）, Aoi Haruka)
Yuitos Mutter. Sie zieht Yuito alleine groß, macht sich aber Sorgen um ihren Sohn, der nur Bilder zeichnet.
Gen Tsukishiro (japanisch 月白 弦 （つきしろ げん）, Tsukishiro Gen)
Kohakus Vater und Hitomis Urgroßvater. Er ist kein Magier, hat viel Geduld und schlägt vor, dass Hitomi in die Minamigaoka Oberschule gehen könnte.
Mitsuaki Kazano (japanisch 風野 光瑛 （かざの みつあき）, Kazano Mitsuaki)
Asagis Vater. Er betreibt ein Fotostudio.
Ichika Kawai (japanisch 川合 苺花 （かわい いちか）, Kawai Ichika)
Kurumis ältere Schwester. Sie arbeitet als Konditorin und wird von Kurumi respektiert.
Sana Asakawa (japanisch 朝川 砂波 （あさかわ さなみ）, Asakawa Sanami)
Eine Absolventin der Minamigaoka Oberschule und Mentorin für Yuitos Maltalent. Sie veranstaltet eine Ausstellung ihrer eigenen Bilder.
Shusei Ichiyanagi (japanisch 一柳 柊生 （いちやなぎ しゅうせい）, Ichiyanagi Shusei)
Der Besitzer eines Secondhand-Buchladens, der auch Bücher zum Thema Magie verkauft und deswegen von Kohaku häufig besucht wird. Auf Wunsch von Kohaku hat er dafür gesorgt, dass das Zeitmagiegerät hergestellt wird.

## Synchronisation
| Charakter                     | Originalstimme     | Deutsche Stimme        |
| ----------------------------- | ------------------ | ---------------------- |
| Hitomi Tsukishiro             | Kaori Ishihara     | Leslie-Vanessa Lill    |
| Kohaku Tsukishiro             | Kaede Hondo        | Marie Hinze            |
| Yuito Aoi                     | Shoya Chiba        | Vincent Fallow         |
| Asagi Kazano                  | Kana Ichinose      | Saskia Glück           |
| Kurumi Kawai                  | Nao Toyama         | Samira Jakobs          |
| Sho Yamabuki                  | Seiji Maeda        | Tim Schwarzmaier       |
| Chigusa Fukazawa              | Ayumu Murase       | Maximilian Artajo      |
| Ruri Tsukishiro               | Sayaka Ohara       | Dascha Lehmann         |
| Yuzuha Tsukishiro             | Keiko Han          | Heide Bartholomäus     |
| Haruka Aoi                    | Takako Honda       | Silvia Mißbach         |
| Gen Tsukishiro                | Toshiyuki Morikawa | Bernd Egger            |
| Mitsuaki Kazano               | Masato Niwa        | Bernd Egger            |
| Ichika Kawai                  | Emiri Tachibana    | Gabrielle Pietermann   |
| Sana Asakawa                  | Ikumi Hasegawa     | Marieke Oeffinger      |
| Shusei Ichiyanagi             | Junichi Suwabe     | Yannick Forstenhäusler |
| Stellvertretender Schulleiter | Hidenari Ugaki     | Michael Pan            |
| Klassenlehrer                 | Hiroki Matsukawa   | Christian Intorp       |
| Geist Calabi-Yau              | Toshiyuki Morikawa | Christian Intorp       |

## Produktion und Veröffentlichung
Die Anime-Fernsehserie mit 13 Folgen wurde durch das Studio P.A. Works hergestellt. Jede Folge hatte einen anderen Regisseur (→ Episodenliste). Die Drehbücher wurden von Yūko Kakihara, Yasuhiro Nakanishi und Yuriko Abe geschrieben. Das Design der Charaktere wurde von Fly geschaffen. Yuki Akiyama fungierte als der Animationsregisseur und adaptierte das Design der Charaktere an die Animation. Die künstlerische Leitung hatte Kurumi Suzuki und Junichi Higashi, die künstlerische Aufsicht. Satoshi Namiki und Yoshimitsu Tomita waren für die Kamera zuständig. Die Farbgestaltung übernahm Naomi Nakano. Tachi Kiritani hatte die 3D-Regie und Haru Yamada die Tonregie. Die Produktion des Gesamtprojektes übernahm die Firma infinite. Die Musik der Serie wurde von Yoshiaki Dewa komponiert. Das Eröffnungsthema wird von Haruka to Miyuki gesungen. Das Endthema wird von Nagi Yanagi gesungen.
Die Animeserie wurde vom 6. Oktober bis zum 29. Dezember 2018 in Japan ausgestrahlt, und zwar in den JNN-Anime-Programmblöcken auf MBS, TBS, BS-TBS, AT-X, TUT und ATV. Sie war weltweit – außer in China – exklusiv auf Amazon Video verfügbar. Ab dem 29. Dezember 2021 übernahm Hidive das Streamen der Serie in vielen Ländern. Ab dem 12. Oktober 2023 ist die Serie auf dem Anime Amazon Kanal aniverse zu sehen.
Die DVDs und Blu-rays inklusive Booklet in deutscher Sprache wurden 2021 von der Produktionsfirma Leonine veröffentlicht; die ersten sechs Episoden wurden von der FSK ab sechs Jahren freigegeben, die restlichen Episoden ab zwölf Jahren.

## Episodenliste
| No. | Titel                           | Originaltitel                                                 | Erstausstrahlung | Regie                                         | Drehbuch           | Storyboard                                       | Animationsregie |
| --- | ------------------------------- | ------------------------------------------------------------- | ---------------- | --------------------------------------------- | ------------------ | ------------------------------------------------ | --- |
| 1 | Der Ort, an den Du gehen sollst | キミノイクベキトコロ Kimi no Ikubeki Tokoro                   | 6. Okt. 2018     | Yoshiyuki Asai                                | Yuko Kakihara      | Toshiya Shinohara                                | Asuka Kojima, Tsukasa Miyazaki, Yusuke Inoue |
| Hitomi, die das Blut einer Magierin hat, aber keine Magie anwenden will und schon in jungen Jahren die Fähigkeit verliert, Farben wahrzunehmen, hat ihr Leben damit verbracht, anderen in einer monochromen Welt aus dem Weg zu gehen. In der Nacht eines Festivals wird Hitomi plötzlich von ihrer Großmutter Kohaku angesprochen. Sie sagt ihr, sie solle ihr früheres Ich im zweiten Jahr der Oberschule treffen. Dann nutzt sie Zeitmagie, um Hitomi 60 Jahre in das Jahr 2018 zurückzuschicken. Als Hitomi ankommt, befindet sie sich im Zimmer von Yuito Aoi. Sie versteckt sich erst unter dem Bett, steigt danach aber schnell aus seinem Haus. Später, nach vielen Drehungen und Wendungen, sieht sie, wie Yuito etwas zeichnet. Als sie in sein Tablet schaut, sieht Hitomi eine farbenfrohe Zeichnung von ihm und einen daraus schwimmenden goldenen Fisch. |                                 |                                                               |                  |                                               |                    |                                                  | |
| 2 | Ich hasse diese Magie           | 魔法なんて大キライ Mahō Nante Daikirai                        | 13. Okt. 2018    | Kenichi Imaizumi                              | Yuko Kakihara      | Toshiya Shinohara                                | Kazumi Ono, Yoshiyuki Saotome, Maki Fukui, Tsukasa Miyazaki, Asuka Kojima, Akira Koshiishi                                                                                               |
| Hitomi darf vorerst in Kohakus Haus wohnen und besucht auf Empfehlung von Kohakus Familie die Minamigaoka Oberschule. In der Schule wird Hitomi jedoch als Sorgenkind behandelt, und obwohl sie sich zum ersten Mal treffen, fragen sich ihre Klassenkameraden, ob sie die gleichen Eigenarten wie ihre „Cousine“ Kohaku hat. Unterdessen rufen die Mitglieder des Fotokunstclubs, die Hitomi zuvor kennengelernt hatten, sie herbei. Das Missverständnis wird geklärt, dass Yuito und Hitomi keine festen Freunde sind. Hitomi beweist schließlich mithilfe von Magie vor den anderen, dass sie eine Magierin ist. Alle sind von ihrer Magie, ein paar glitzernde Sterne zu erzeugen, angetan. Yuito und seine Freunde entschuldigen sich bei Hitomi dafür, dass sie sie gezwungen haben, und Yuito sagt ihr, dass er möchte, dass sie ihm noch einmal ihre Magie zeigt. |                                 |                                                               |                  |                                               |                    |                                                  | |
| 3 | Kein Regen, kein Regenbogen     | No Rain, No Rainbow                                           | 20. Okt. 2018    | Yuriko Abe                                    | Yuko Kakihara      | Natsuo Tsukada                                   | Yusuke Inoue, Tsukasa Miyazaki, Asuka Kojima, Kosuke Kawazura |
| In der Schule hat ein Rekrutierungswettbewerb für Vereinsaktivitäten begonnen. Kurumi, Asagi und andere laden Hitomi in den Fotografie-Kunstclub ein, in dem, wie sich herausstellt, Aoi der einzige in der Kunstabteilung ist. Hitomi besucht ihren Clubraum, wo Yuito ihr die Kunstabteilung vorstellt und vorschlägt, ein Bild zu malen. Da sie aber keine Farben sehen kann, wird ihr Bild ausdrucksstark und sehr bunt. Danach präsentiert sich die Fotoabteilung mit einer praktischen Einführung, in der alle interessierten Schüler ein Fotoshooting mit einem Model machen können. Da Sho in dieser Zeit Fotos von den anderen Clubs machen muss, wird Hitomi gedrängt, die Rolle des Models zu übernehmen. Da sie jedoch keine Farben kennt, verwendet sie den falschen magischen Sternensand und fällt in den Pool. Yuito bemerkt Hitomis Farbenblindheit, aber Hitomi bittet ihn keinem davon zu erzählen. Am nächsten Tag muss der Fotografie-Kunstclub als Strafe den Pool putzen. Als Hitomi vorbeikommt, hört sie von den Mädchen von der Möglichkeit im Club auch Schwarz-Weiß-Fotos machen zu können. Da beschließt sie, dem Club beizutreten. |                                 |                                                               |                  |                                               |                    |                                                  | |
| 4 | Hör auf, mich Oma zu nennen!    | おばあちゃんはヤメテ! Obaachan wa Yamete!                     | 27. Okt. 2018    | Tadahito Matsubayashi                         | Yuko Kakihara      | Toshiya Shinohara                                | Noriko Morishama, Chieko Miyakawa, Konomi Sato, Yasunori Yamaguchi, Kosuke Kawazura, Sayo Mizuno, Asuka Kojima, Yusuke Inoue, Tsukasa Miyazaki                                           |
| Kohaku kehrt schließlich mit dem Schiff aus England zurück. In der Minamigaoka Oberschule nutzt sie ihre Magie, um mithilfe einiger Fotos eine Illusion ihrer Schule in London zu erzeugen. Doch ein entgegenkommender Zug lässt von der Lokomotive Ruß auf alle, inklusive des Lehrers, fallen. Nach der Schule informiert Kohaku Hitomi darüber, dass sie – Hitomi – diesen Zug verursacht hat, und vermutet, dass in ihr eine große magische Kraft schlummert. Am nächsten Tag will der gesamte Club auf das Dach der Schule gehen, um Fotos von der nächtlichen Skyline zu machen. Diese Fotos sollen dann auf dem Kulturfestival der Schule präsentiert werden. Chisuga bleibt mit Kurumi zurück und erzählt ihr Geistergeschichten. Die anderen gehen auf das Dach, wo Sho die zwei Mitglieder der Tsukishiro Familie jetzt bei ihrem Vornamen ansprechen will. Aber Aoi beschließt nur Kohaku bei ihrem Vornamen anzusprechen, damit er die Tsukishiro Familienmitglieder unterscheiden kann. Nach dem Fotoshooting nimmt Hitomi all ihren Mut zusammen und erzählt, dass sie aus der Zukunft kommt, wobei Kohaku ihre Großmutter ist. Kohaku und Hitomi benutzen dann ihre Magie, um einen Zug in den Himmel zu projizieren und alle kehren nach Hause zurück, nachdem sie auch diese wunderschönen Aufnahmen gemacht haben. |                                 |                                                               |                  |                                               |                    |                                                  | |
| 5 | Ein bescheidenes Rezept         | ささやかなレシピ Sasayaka na Reshipi                          | 3. Nov. 2018     | Yoshiyuki Asai                                | Yuko Kakihara      | Yoshiyuki Asai                                   | Yusuke Inoue, Asuka Kojima, Tsukasa Miyazaki, Sayo Mizuno, Haruka Yamagata, Kosuke Kawazura, Maki Fukui                                                                                  |
| Kohaku tritt dem Fotografie-Kunstclub bei, wobei der neue Name Magie-Fotografie-Kunstclub von der Schule genehmigt wird. Asagi kämpft mit ihren Gefühlen für Sho, insbesondere nachdem eine Wahrsagerei ihr erzählt hat, dass ihr romantisches Gefühl mit der Ankunft einer Rivalin schwierig wird. Hitomi übt ständig mit ihrer Magie, um zufriedenstellende Ergebnisse zu erzielen, nachdem sie gesehen hat, wie sie damit Aoi glücklich macht. Aoi hat Schwierigkeiten, seine Gedanken durch Kunst auszudrücken, nachdem er sich dafür entschieden hat, auf Jobsuche zu gehen, anstatt ein Kunststudium zu absolvieren. Später in der Woche veranstaltet Kohaku eine Party in der Tsukishiro-Residenz und bietet Aoi und Hitomi absichtlich die Möglichkeit, alleine zu sein. Dabei kann Hitomi Aoi ihren persönlich handgefertigten Sternensand schenken. Allerdings wird Asagi eifersüchtig, als Yamabuki erklärt, dass er, wenn er Hitomi dabei zusieht, wie sie bei allem, was sie tut, ihr Bestes gibt, den Wunsch weckt, das Gleiche zu tun. Aber etwas Ermutigung von Kohaku gibt ihr den Entschluss, sich ebenfalls zum Besseren zu verändern. Asagi beschließt, mit Shos Hilfe Postkarten mit ihren Kaninchenfotos anzufertigen. Sie erinnert sich daran, wie sie früher Freunde aus Kindertagen waren, und beschließt, ihre Gefühle vorerst beiseite zu schieben. Nach der Party nutzt Aoi den Sternensand, nachdem er das Licht ausgeschaltet hat, und wird von Sternenglanz umgeben. Aber dabei taucht der goldene Fisch wieder auf und springt in sein Zeichengerät. |                                 |                                                               |                  |                                               |                    |                                                  | |
| 6 | Der goldene Fisch               | 金色のサカナ Kin'iro no Sakana                                | 10. Nov. 2018    | Akira Takamura                                | Yuko Kakihara      | Toshiya Shinohara                                | Kosuke Kawazura, Sayo Mizuno, Haruka Yamagata, Yusuke Inoue, Asuka Kojima, Tsukasa Miyazaki, Kayoko Nabeta, Miyuki Makayama, Yuji Shibata, Yu Ogasawa                                    |
| Aoi erzählt Hitomi von dem goldenen Fisch, der aufgetaucht ist, und erinnert sich daran, wie er zuvor in einigen seiner Zeichnungen zu sehen war. Diesen hat zuerst bei einem Kunstwettbewerb in der Grundschule gemalt, bei dem er damit den ersten Platz gewann. Sho kennt Aoi seit der Grundschule und zeigt Hitomi das Foto des Kunstwettbewerbs. Asagi wird wieder eifersüchtig, nachdem sie die beiden zusammen spazieren gehen sieht, und sagt zu Sho, dass sie kein kleines Kind mehr ist. Für den nächsten Tag hat Kurumi ein Fotoshooting organisiert, bei dem sich alle verkleiden dürfen. Dabei Hitomi gerät versehentlich in Aois Zeichnung. Dort, inmitten einer farbenfrohen Szenerie eines Nachthimmels, der sich im Wasser spiegelt, in dem der goldene Fisch schwimmt, geht sie tiefer, bis sich die Landschaft plötzlich an einer Reihe von Wolken vorbei und in eine verlassene Einöde verwandelt. Die umliegende Architektur wurde begraben und ein riesiger goldener Fisch wurde tot in einem Netz gefangen. Hitomi wird auch Zeuge einer schattenhaften Gestalt, die versucht, einen kleineren, goldenen Fisch zu fangen. Sie eilt herbei, um ihn aufzuhalten, nur um dann auf der Bank in der realen Welt aufzuwachen. Als Aoi jedoch darauf angesprochen wird, blafft Aoi Hitomi an, was zu einem Streit zwischen den beiden führt. Aoi schaut sich eine Ausstellung von Sana Asakawa an, seiner früheren Kunstmentorin aus der Oberschule. Zufällig kommen Hitomi und Kohaku vorbei, als Aoi sich von Sana verabschiedet. Das sieht Hitomi und rennt weg zur Zughaltestelle. Aoi rennt ihr nach und verspricht ihr dann, dass er ihr sein neuestes Werk zeigen wird, sobald es fertig ist. Dadurch erweckt er den goldenen Fisch in ihr wieder zum Leben und Hitomi erkennt, dass ihr Sinn für Farben plötzlich zurück ist. |                                 |                                                               |                  |                                               |                    |                                                  | |
| 7 | Die Bürde der Venus             | ヴィーナスの重荷 Vīnasu no Omoni                              | 17. Nov. 2018    | Ryota Miyazawa                                | Yasuhiro Nakanishi | Akira Takamura                                   | Yuriko Ikehara, Daiki Handa, Konomi Sakurai, Kosuke Kawazura, Asuka Kojima, Yusuke Inoue, Tsukasa Miyazaki, Sayo Mizuno, Haruka Yamagata, Yuki Akiyama                                   |
| Am nächsten Tag ist Hitomis Sinn für Farben jedoch wieder verschwunden. Während sich die Drittklässler Sho und Kurumi auf die Prüfungen vorbereiten, vertrauen sie die Planung des Sommerferienlagers der nächsten Präsidentin Asagi und Vizepräsidentin Hitomi an. Chisuga bringt Kurumis ältere Schwester zur Sprache, die als Konditorin in der beliebten Patisserie Multicolore arbeitet, was Kurumis Minderwertigkeitskomplex ihr gegenüber auslöst. Als Hitomi sich Sorgen um sie macht, erzählt Kurumi Hitomi, dass Sho Fotografie an der Universität studieren möchte, während Aoi ebenfalls eine nationale Universität wie sie anstrebt, möglicherweise um Kunst zu studieren. Sie gesteht, dass sie nicht die gleiche Motivation und Leidenschaft wie ihre Schwester hat. Kurumi bittet Hitomi, dieses Gespräch vertraulich zu behandeln, aber Chisuga hört es mit und zeigt ihr die verschiedenen Fotos, die er während der Clubaktivitäten von ihr gemacht hat. Er ermutigt sie, dass sie in Zukunft mit Sicherheit Dinge finden wird, die sie liebt. Kurumi beschließt, dass die Fotografie vorerst für sie oberste Priorität hat und beschließt, hart dafür zu arbeiten. Später zeigt Aoi Hitomi sein neues, sehr farbiges Bild, wofür sie sich bedankt. Während sie die nächtliche Skyline betrachten, beschließt Hitomi, ihre mangelnde Fähigkeit, Farben zu sehen, den anderen zu gestehen. |                                 |                                                               |                  |                                               |                    |                                                  | |
| 8 | Zerbrechliche Fragmente         | ほころびのカケラ Hokorobi no Kakera                           | 24. Nov. 2018    | Koji Kobayashi                                | Yuko Kakihara      | Tensai Okamura                                   | Ken Obata, Atsuko Hikimoto, Masaki Kiritani, Yukari Saka, Ritsuko Taniguchi, Asumi Hashimoto, Konomi Sakurai, Asuka Kojima, Tsukasa Miyazaki, Yusuke Inoue, Haruka Yamagata, Sayo Mizuno |
| Kohaku vermutet, dass Hitomi unbewusst Magie auf sich selbst angewendet hat, was zu ihrer monochromatischen Welt geführt hat. Sie lässt Aoi alle möglichen peinlichen Experimente mit Hitomi durchführen, um einen Hinweis zu bekommen, wie sie den Zauber brechen kann. Diese Experimente bringen jedoch keine neue Erkenntnis und Kohaku beschließt, Zeitmagie zu praktizieren, um Hitomi in ihre ursprüngliche Zeit zurückzubringen. Die Clubmitglieder sind jedoch traurig, wenn sie sich an Hitomis bevorstehenden Abgang erinnern. Hitomi selbst ist nicht bereit, zurückzukehren. |                                 |                                                               |                  |                                               |                    |                                                  | |
| 9 | Umherstreifende Wörter          | さまよう言葉 Samayou Kotoba                                   | 1. Dez. 2018     | Yasuo Fujii, Tadahito Matsubayashi            | Yuko Kakihara      | Tadahito Matsubayashi                            | Yusuke Inoue, Tsukasa Miyazaki, Sayo Mizuno, Haruka Yamagata, Asuka Kojima, Miyuki Nakayama, Miki Takemoto, Yu Ogasawara, Yuji Miyashita, Yasunori Yamaguchi, Konomi Sato, Yuka Iwabe    |
| Sho beschließt, Hitomi auf ihre Bitte hin mitzunehmen, um Fotos von der Stadt in dieser Zeit zu machen. Danach gesteht er ihr seine Liebe zu ihr, was sie aber in Panik davonlaufen lässt. Hitomi bittet Kohaku am nächsten Tag um Rat, während sie Sho ständig meidet und Clubaktivitäten auslässt. Auch Asagi bekommt langsam Wind, dass etwas nicht stimmt, und sagt Hitomi, dass sie Sho eine angemessene Antwort geben soll, was Hitomi am nächsten Tag tut. Asagi erkennt jedoch bald, was los ist, und erzählt Hitomi, dass sie Sho mag, und das schon seit langer Zeit, seit sie Freunde aus Kindertagen waren, bevor sie von ihr wegläuft. |                                 |                                                               |                  |                                               |                    |                                                  | |
| 10 | Schwarzweiße Kreide             | モノクロのクレヨン Monokuro no Kureyon                        | 8. Dez. 2018     | Osamu Honma                                   | Yasuhiro Nakanishi | Fumihiko Suganuma, Yasuo Fuji, Toshiya Shinohara | Miyuki Nakayama, Sayo Mizuno, Yuji Miyashita, Haruka Yamagata, Yusuke Inoue, Tsukasa Miyazaki, Konomi Sato, Miki Takemoto, Asuka Kojima, Nana Miura                                      |
| Asagi und Hitomi versöhnen sich, indem sie gemeinsam Parfaits essen. Für die Clubaktivitäten auf dem nächsten Schulfest schlägt Kohaku vor, zusammen mit Hitomi Magie zu nutzen, um die Menschen in ein Bild hineinzubringen, genannt „Magical Art Illusion“. Damit jeder die gleichen hellen und farbenfrohen Szenen erleben kann, übt Hitomi im Club und zu Hause unermüdlich mit Papierflugzeugen und Kohakus Fotos von England. Nachdem sie das für drei Minuten lang gemeistert haben, dass die Magie anhält, betreten alle Clubmitglieder ein Bild von Aoi. Hier treffen Aoi und Hitomi erneut auf den goldenen Fisch. Die beiden folgen ihm in die Dunkelheit, aber Aoi erkennt bald, dass Hitomi verschwunden ist, da vor ihm neben einer schweren Bambustür eine in Stein verwandelte Statue von ihr steht. Als er die Tür öffnet, sieht er, wie eine junge Hitomi mit monochromatischen Farben einen Fluss zeichnet, der eine weinende Prinzessin und eine weinende Königin trennt. Er versucht sie aufzumuntern, indem er ein Boot, einen Vogel und später eine Regenbogenbrücke zeichnet, damit die Prinzessin sie überqueren kann, aber Hitomi lehnt sie ab alle. Als Hitomi in die Gegenwart zurückkehrt, beschließt sie, Aoi von ihrer Vergangenheit zu erzählen: Ihre Mutter war die erste der Tsukishiro-Familie, die nicht in der Lage war, Magie zu nutzen, und brachte aber eine Tochter zur Welt, die dazu in der Lage war. Eines Tages verließ ihre Mutter sie und Hitomi glaubte, dass es ihre Schuld sei, da sie imstande war, Magie anzuwenden. Von da an hat Hitomi die Magie gehasst. |                                 |                                                               |                  |                                               |                    |                                                  | |
| 11 | Abnehmender Mond                | 欠けていく月 Kaketeiku Tsuki                                  | 15. Dez. 2018    | Akira Takamura, Yoshiyuki Asai                | Yuriko Abe         | Yoshiyuki Asai                                   | Asuka Kojima, Tsukasa Miyazaki, Yusuke Inoue, Haruka Yamagata, Sayo Mizuno, Yuki Akiyama, Miyuki Nakayama, Miki Takemoto, Yuji Miyashita                                                 |
| Das Schulfest rückt näher und die nächsten Tage bringen intensive Vorbereitungen für den Club mit sich. Während des Aufräumens verschwindet Hitomi plötzlich und taucht wieder auf. Sie bemerkt, als sei die Zeit für einen Moment stehengeblieben, und erweckt Kohakus Sorgen. Kohaku schickt daraufhin Professor Uttley von ihrer Londoner Magieschule eine E-Mail. Sie antwortet, dass Zeitmagie nicht dauerhaft ist und dass Hitomis Anwesenheit eine Anomalie ist. Die Geschichte versucht sich selbst zu reparieren, indem sie die Person in einen Zeitspalt sperrt. Man muss dann schnell handeln, sonst wird die Person im Zeitspalt gefangen. Für die Zeitmagie muss sie den reinsten und hellsten Sternenstaub zu finden, wobei sie die Hilfe aller anderen im Club in Anspruch nimmt. Unterdessen kämpft Hitomi mit mangelnder Motivation, nach Hause zurückzukehren, und verschwindet immer häufiger. In der Nacht schickt Hitomi einen Papierflieger nach Aoi und sie umarmen sich nach dem Treffen und bestätigen ihre Gefühle füreinander. |                                 |                                                               |                  |                                               |                    |                                                  | |
| 12 | Am helllichten Tag              | 光る光るこの一日が光る Hikaru Hikaru Kono Ichinichi ga Hikaru | 22. Dez. 2018    | Tadahito Matsubayashi, Yoshiyuki Asai         | Yuko Kakihara      | Yoshiyuki Asai                                   | Yusuke Inoue, Sayo Mizuno, Haruka Yamagata, Tsukasa Miyazaki, Asuka Kojima, Miyuki Nakayama, Miki Takemoto, Yuji Miyashita                                                               |
| Hitomi führt ein Gespräch mit Aoi, wobei er froh ist, dass sie eine Magierin ist. Am nächsten Tag besuchen alle das Fest und haben eine tolle Zeit. Abends gibt Kohakus Familie ein großes Abendessen an Hitomis vorletzten Tag in der Vergangenheit. Am zweiten Tag des Schulfests überredet Asagi Sho, dass an Hitomis letzten Tag, sie und Aoi das Schulfest gemeinsam erkunden sollen. An diesem Abend gibt es eine Abschlussveranstaltung, bei der Kohaku und Hitomi ein magisches Feuerwerk zaubern. In ihrem extremen Glück erkennt Hitomi, dass sie ihren Sinn für Farben wiedererlangt hat, allerdings ebenfalls nur für diesen kurzen Moment. Nach einem zufriedenstellenden Tag begeben sich alle in den Park und ihre Traurigkeit kehrt zurück, da sie in die Zukunft reisen muss. Kohaku beginnt mit den Vorbereitungen für die Zeitreise. |                                 |                                                               |                  |                                               |                    |                                                  | |
| 13 | Die Welt in allen Farben        | 色づく世界の明日から Iroduku Sekai no Ashita kara             | 29. Dez. 2018    | Toshiya Shinohara, Yasu Fujii, Ryota Miyazawa | Yuko Kakihara      | Tensai Okamura, Toshiya Shinohara                | Yuki Akiyama, Sayo Mizuno, Tsukasa Miyazaki, Haruka Yamagata, Asuka Kojima, Yusuke Inoue, Yosuke Kabashima, Miyuki Nakayama, Miki Takemoto, Yuji Miyashita, Yu Ogasawara                 |
| Die Clubmitglieder streuen den Sternensand jeder in einer Linie, damit Hitomi die Magie vereinen kann. Da noch etwas Zeit verbleibt, bis das Licht des Sternensandes seine volle Stärke erreicht, hinterlässt jedes Mitglied seine eigene persönliche Nachricht an Hitomi: Sho wünscht sich, dass sie mehr Selbstvertrauen hat; Chigusa wünscht sich, dass sie mehr lächelt; Kurumi dankt ihr, dass sie sich dem Club angeschlossen hat; Asagi verspricht, ihr in die Zukunft datierten Briefe zu schreiben; Kohaku freut sich, sie in 60 Jahren wiederzutreffen; Aoi wünscht ihr alles Gute für die Zukunft und verspricht, sie nie zu vergessen. Hitomi verkündet auch, wie sehr sie sich verändert hat, seit sie hierher gekommen ist, und dankt ihnen für all diese unersetzlichen Gefühle und Erinnerungen. Mitten in ihrer Ankündigung greift jedoch Hitomis Magie ein und stört die Zeitmagie. Aoi springt in den magischen Kreis, um sie zu retten, aber sie kehren in Hitomis Zimmer mit monochromen Zeichnungen zurück. Die beiden gestehen schließlich ihre Gefühle, nachdem ihnen klar wird, dass es ihnen schon immer ähnlich ergangen ist, sich vor ihren eigenen Gefühlen zu verstecken, gestehen einander ihre Liebe. Beide haben die Farbe in die Zukunft des anderen gebracht. Hitomi erlangt ihren Sinn für Farben zurück und sie werden wieder in den Park zurückversetzt. Jetzt funktioniert wieder die Zeitmagie und Hitomi kehrt in ihre Zukunft zurück. Sie ist jetzt glücklich und will dann zusammen mit ihrer Großmutter Kohaku ihre Mutter wieder treffen. Kohaku schenkt Hitomi eine Zeitkapsel, die mit Bildern, Büchern und Dingen aus der Vergangenheit von allen aus dem Club ausgestattet wurde. Sie ist jedoch besonders berührt von einem Bilderbuch mit dem Titel „Der siebenfarbige Pinguin“, das das einzige Buch war, das sie als Kind in Farbe gelesen hatte. Wie sich herausstellt, wurde es von Aoi selbst geschrieben und enthält auch seine Bilder. Die Verwandlung des schwarz-weißen Pinguins (Hitomi) in einen bunten mit Hilfe eines Kaninchens (Asagi), eines Eichhörnchens (Kurumi), eines Bären (Aoi), eines Hundes (Sho), einen Kater (Chigusa) und einen Papagei (Kohaku). Nachdem Hitomi die Menschen und Gefühle zurückgewonnen hat, die sie als Kind verloren hat, kehrt sie mit neuer Kraft und Freude in ihr Leben zurück. |                                 |                                                               |                  |                                               |                    |                                                  | |

## Anlehnung an reale Schauplätze
Die Bilder in den Episoden sind oft an reale Schauplätze in und um Nagasaki angelehnt. Zum Beispiel entspricht der Minamigaoka Oberschule aus der Serie der Nagasaki Minami High School. Der Magieladen ist an das Forest Witch Café angelehnt.